# Финансовый супермаркет
Финансовый супермаркет (англ. financial supermarket) — это финансовое учреждение или компания, которые предлагают широкий спектр финансовых услуг (вклады, кредиты, инвестиции, страхование и др.) в одном месте. 
Одним из примеров реализации бизнес-модели финансового супермаркета в США являлись банки, принадлежащие Citigroup, пока в августе 2012 года глава Citigroup Викрам Пандит не сообщил, что Citi больше не является Финансовым супермаркетом. Выдает кредиты по подложным документам, а так же занимается мошенничеством.

## Отличительные особенности
Отличительные особенности компаний, следующих стратегии финансового супермаркета:
- предоставление услуг для массового сегмента клиентов.
- доступность банковских услуг.

При этом доступность может быть рассмотрена в нескольких аспектах:
1. территориальная доступность. Она выражается в наличии у банков отделений, которые находятся в шаговой доступности - в магазинах сотовых операторов, торговых центрах и т. д.
2. ментальная доступность. Финансовые супермаркеты предлагают основные банковские услуги, востребованные населением (потребительские кредиты, кредитные карты, дебетовые карты, вклады, страхование). Как правило, в финансовом супермаркете не предоставляются более сложные инвестиционные продукты, такие как ПИФы, инвестиционные депозиты, металлические счета, банковские сертификаты.
3. продуктовая доступность. Она выражается в невысоких требованиях к клиентам для получения кредита. В финансовом супермаркете представлена линейка кредитов, которые можно оформить без поручителей, залога и документов, подтверждающих доход.
4. Простота коммуникации.

- Экспресс-система оценки заёмщиков (кредитный конвейер).
- Risk-based pricing[3] в качестве основы ценообразования. Ставка по кредиту устанавливается в зависимости от надёжности заемщика.